# Forêts tempérées de l'île de Rakiura
Localisation
Les forêts tempérées de l'île de Rakiura forment une écorégion définie par le fonds mondial pour la Nature (WWF) qui couvre l'intégralité de l'île Stewart et les îles alentour, en Nouvelle-Zélande. Elle appartient à l'écozone australasienne et au biome des forêts tempérées décidues et mixtes.